# Shannon-index
De Shannon-index (ook bekend als de Shannon-Wiener-index of de Shannon-Weaver-index) is een maat die in de ecologie veelvuldig wordt gebruikt om de diversiteit aan soorten (of lagere taxa) te beschrijven. Zowel het aantal soorten als hun verdeling worden in de berekening meegenomen.
De index is opgesteld door de wiskundige-elektrotechnicus Claude Shannon, initieel om de entropie in een sliert tekst te kwantificeren. De basisgedachte is dat het moeilijker wordt de letter op de volgende positie te voorspellen naarmate het aantal letters in de sliert toeneemt of de relatieve abundantie van de letters toeneemt. De index is echter ook rechtstreeks toepasbaar op individuen van soorten.

## Definities
- {\displaystyle n_{i}} = aantal individuen van soort i
- {\displaystyle S} = aantal soorten (soortenrijkdom)
- {\displaystyle N} = totaal aantal individuen
- {\displaystyle p_{i}} = relatieve voorkomen van elke soort als het aantal individuen van soort i ten opzichte van het totaal aantal individuen: {\displaystyle n_{i} \over N}

## Berekening van de index
{\displaystyle H^{\prime }=-\sum _{i=1}^{S}(p_{i}\ln p_{i})}
Voor elk aantal soorten is er een maximum {\displaystyle H^{\prime }}, {\displaystyle H_{\max }=\ln S} wanneer alle soorten even sterk vertegenwoordigd zijn.  
Een alternatief:
{\displaystyle H^{\prime }=-\sum _{i=1}^{S}(p_{i}\ln p_{i})-[(S-1)/2N]}
De tweede helft van de vergelijking is een correctiefactor. 

### Gelijke verdeling verhoogt de Shannon-index
Het volgende laat zien dat populaties een maximale Shannon-index hebben als elke soort uit evenveel individuen bestaat. 
Een uitbreiding van de index:
{\displaystyle H^{\prime }=-\sum _{i=1}^{S}{n_{i} \over N}\ln {n_{i} \over N}}
{\displaystyle NH^{\prime }=-\sum _{i=1}^{S}n_{i}\left(\ln n_{i}-\ln N\right)=-\sum _{i=1}^{S}n_{i}\ln n_{i}+\ln N\sum _{i=1}^{S}n_{i}}
{\displaystyle NH^{\prime }-N\ln N=-\sum _{i=1}^{S}n_{i}\ln n_{i}}
Definieer {\displaystyle H_{s}=-\sum _{i=1}^{S}n_{i}\ln n_{i}} Want {\displaystyle N} is een positieve constante voor de populatiegrootte, en {\displaystyle N\ln N} is ook een constante, wanneer {\displaystyle H_{s}} wordt gemaximaliseerd, is dit gelijk aan het maximaliseren van {\displaystyle H^{\prime }}.

## Interpretatie
De ondergrens van de index is nul (wat bijvoorbeeld het geval is als er slechts één soort voorkomt) en is naar boven toe in theorie onbegrensd. Er worden echter zelden waarden hoger dan 4 waargenomen. Het feit dat de index de soortenrijkdom én hun verdeling in één waarde combineert, kan zowel als een sterkte als een zwakte worden gezien. Enerzijds geeft het in één opslag een beeld van beide, maar anderzijds geraakt op deze manier informatie verloren.